# Paul Stevens (Bobfahrer)
Francis Paul Stevens (* 16. Oktober 1889 in Lake Placid, New York; † 17. März 1949 in Schenectady, New York) war ein US-amerikanischer Bobfahrer. 

## Leben
Stevens arbeitete im familieneigenen Hotel in Lake Placid, daneben verkaufte und reparierte er Autos. In den 1920er Jahren war er Mechaniker im Team des Champ-Car-Rennfahrers Ralph Mulford. Besonders erfolgreich war Stevens jedoch als Bobfahrer: 1931 und 1932 wurde er amerikanischer Meister im Viererbob. Er nahm an den Olympischen Winterspielen 1932 in seinem Heimatort teil und gewann die Viererbob-Silbermedaille, während seine Brüder Hubert Stevens und Curtis Stevens im Zweierbob siegten. Zusammen mit Curtis wurde er 1935 amerikanischer Zweierbobmeister. In beiden Weltkriegen diente er als Lieutenant Commander.